# مقهى كل وزير
مقهى كل وزير وهو من مقاهي بغداد القديمة ويقع في جانب الرصافة وكان موضعه بجوار قلعة بغداد، إذ لم يكن الشاي معروفاً وقت ذاك ولعل أول من صنعه وباعه صاحب مقهى كائن في باب وزارة الدفاع القديم يدعى (كلوزير) أي الوزير الأقرع لأنه كان أقرع بالفعل يبيع الشاي بأقداح زجاجية صغيرة تسمى (إستكانات) كما هو الآن.والشاي نوعان إما (خالدار) أو (أخضر)، وكان طويل الورقة حيث تبقى وريقات منه في قرارة (الإستكان)، وكان طعمه زكياً للغاية والإنسان يشتهي شربه، ثم شاع استعماله وتوسع إلى ان وصل إلى الحالة التي نحن عليها.
كل وزير هو صاحب هذا المقهى، كان رجلاً ظريفاً، أصله من مدينة كركوك، سكن بغداد بعد مدة من الزمن. وكلمة كل تعني بالفارسية وردة، وهذا المقهى اشتهر بمشروباته والشاي الجيد الذي يقدمه، وكان يقع في جانب الرصافة من بغداد في شارع الميدان بجانب وزارة الدفاع ومقابل التكية الطالبانية، وكان هو المقهى الوحيد ببغداد لا يتوفر فيه أدوات اللهو.
وكان فسيح الجوانب، يرتاده الناس من شتى الطبقات وتشد إليه الرحال من جميع محلات بغداد لما يلاقون من خدمة صادقة ومداراة عظيمة ولما يعرفون به صاحبه (كل وزير) من لطافة ولكْنه ومداعبة حتى أصبح المقهى مضرب الأمثال عند البغداديين. وأكثر المرتادين من ضباط الجيش والأمراء في العهد العثماني ورجال الإدارة، يقدم في هذا المقهى شراب الليمون وشراب الورد والحامض وصاحبها يأخذ محله في مكان مرتفع عند بابها.
بقي هذا المقهى عامراً حتى سنة (1334ه/1915م) حيث أزيل عند فتح الشارع العام (شارع الرشيد) من قبل والي بغداد خليل باشا وما تبقى من المبنى أُتخذ محل لخزن البضائع ثم معمل لصناعة الأحذية أما الباقي فأزيل ولا أثر له في الوقت الحاضر. وهو مقهى كلوزير الذي ذكره الشاعر معروف الرصافي في مذكراته. حيث كان ملتقى الطبقة البرجوازية في بغداد، ويقع بجانب وزارة الدفاع قرب معمل احذية الكاهجي، وقد هدم سنة 1915م، بعد توسعات شارع الرشيد.